# Panturichthys
Genre
Panturichthys est un genre de poissons téléostéens serpentiformes.

## Liste d'espèces
Selon ITIS:
- Panturichthys fowleri (Ben-tuvia, 1953)
- Panturichthys isognathus Poll, 1953
- Panturichthys longus (Ehrenbaum, 1915)
- Panturichthys mauritanicus Pellegrin, 1913